# Lovrentovec
Lovrentovec falu Horvátországban, Varasd megyében. Közigazgatásilag Varasdfürdőhöz tartozik.

## Fekvése
Varasdtól 16 km-re délkeletre, községközpontjától 4 km-re keletre, a Bednja jobb partján fekszik.

## Története
1857-ben 101, 1910-ben 194 lakosa volt. 
1920-ig  Varasd vármegye Novi Marofi járásához tartozott, majd a Szerb-Horvát Királyság része lett. 2001-ben a falunak 44 háza és 130 lakosa volt.

## Külső hivatkozások
- Varasdfürdő hivatalos oldala